# Sipicciano
Sipicciano è l'unica frazione del comune laziale di Graffignano, in provincia di Viterbo. Al 2019 contava 1 090 abitanti.

## Storia
Sipicciano viene menzionata per la prima volta nell'anno 840, in cui si cita un Fundo Sepiciano in un documento dell'imperatore carolingio Lotario I. Dotato di statuto comunale autonomo, il centro fu danneggiato varie volte nel XII secolo durante le guerre fra guelfi e ghibellini. Esso fu sotto il dominio comunale di Viterbo allorquando, nel XIII secolo, passò sotto quello della famiglia perugina dei Baglioni, signori del locale castello. Il piccolo centro, prevalentemente agrario, rimase pressoché autonomo fino al 1872, quando fu aggregato al comune di Roccalvecce, oggi frazione viterbese situata fra Graffignano e Celleno. Dopo aver inoltrato domanda varie volte, a partire dal 1887, per l'aggregazione al comune di Graffignano, l'ottiene infine nel 1928. Risale invece al 1967 un tentativo di richiesta d'autonomia comunale, non andato a buon fine per decorrenza dei termini.

## Geografia
Sipicciano si trova su di un altopiano a ridosso della Valle del Tevere, non lontano dal confine laziale con l'Umbria. L'abitato urbano si estende lungo la strada provinciale SP133 "Sipiccianese", e conta due piccole contrade rurali, San Nicola e Poggio del Castagno. Le due contrade, situate su una collina al lato orientale del centro, sono da esso separate da una gravina, in cui passa la ferrovia Viterbo-Attigliano. A poca distanza dal centro abitato si trovano l'Oasi naturalistica Lago di Alviano (7 km nord) e la Riserva naturale provinciale Monte Casoli di Bomarzo (6 km sud), comprendente all'interno il Parco dei Mostri.
I centri più vicini sono la frazione graffignanese di Pisciarello (1,5 km est), quelle viterbesi di Montecalvello (5 km ovest) e Vallebona (10 km sud-ovest); entrambe molto vicine in linea d'aria ma su diverse colline; Graffignano (7,5 km nord), e Mugnano in Teverina (8 km sud). Fra gli altri centri più vicini vi sono Grotte Santo Stefano (11 km sud-ovest), Bomarzo (12 km sud), ed i paesi umbri (entrambi in provincia di Terni) di Attigliano (10 km sud-est) ed Alviano (12 km nord-est). Viterbo dista 20 km, Orte e Montefiascone 25, Orvieto 32 e Bolsena 37.

## Monumenti e luoghi d'interesse
Nel centro storico sipiccianese si trovano il Castello Baglioni, del XIII secolo ed omonimo a quello di Graffignano, e la Chiesa di Santa Maria Assunta in Cielo con la Cappella Baglioni.

## Infrastrutture e trasporti

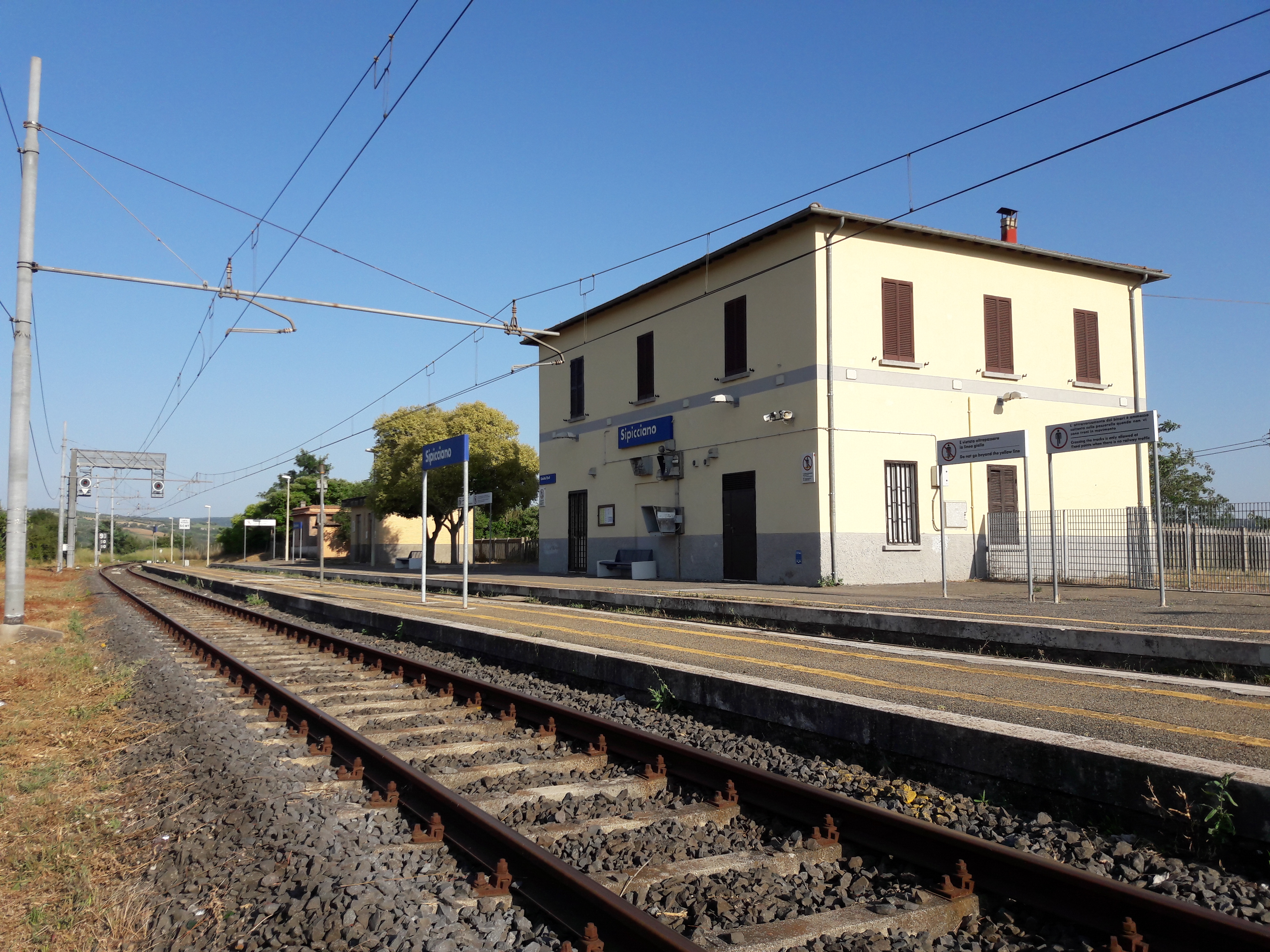
Stazione di Sipicciano

La frazione sorge a pochi km ad ovest dell'Autostrada A1 Milano-Roma-Napoli, e lo svincolo più vicino (Attigliano), si trova a 9 km a sud-est, e comprende 2 linee ferroviarie.
Sipicciano conta inoltre due stazioni ferroviarie sulla linea Viterbo-Attigliano-Orte. La stazione maggiore, Sipicciano, sorge a circa 2 km ad est del paese, fra l'autostrada e la ferrovia direttissima, non lontana dalla frazione di Pisciarello. Sipicciano San Nicola è una fermata sita in posizione più centrale e nei pressi della località di San Nicola. Entrambe le stazioni hanno collegamenti diretti con Viterbo, Roma, ed Orte.